# Michael Cooper (Fotograf)

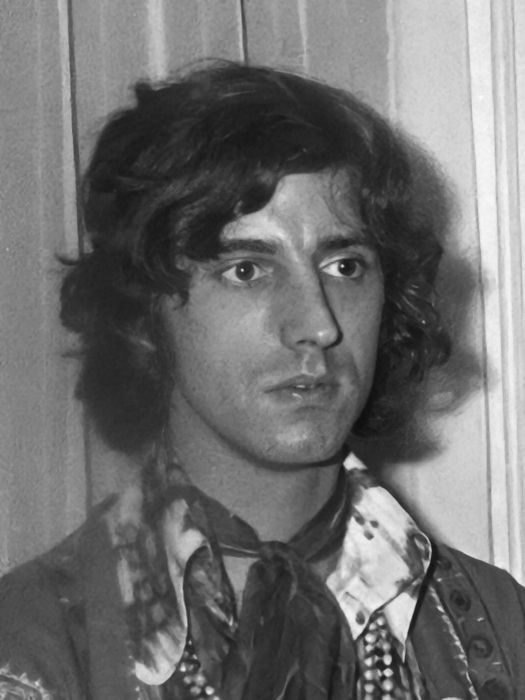
Michael Cooper 1967

Michael Cooper (* 1941; † 1973) war ein britischer Fotograf, der für seine Fotografien von führenden Rockmusikern aus den 1960er und frühen 1970er Jahren bekannt geworden ist. Sein bedeutendstes Werk ist das Cover-Foto für das Beatles-Album Sgt. Pepper’s Lonely Hearts Club Band.

## Leben und Werk

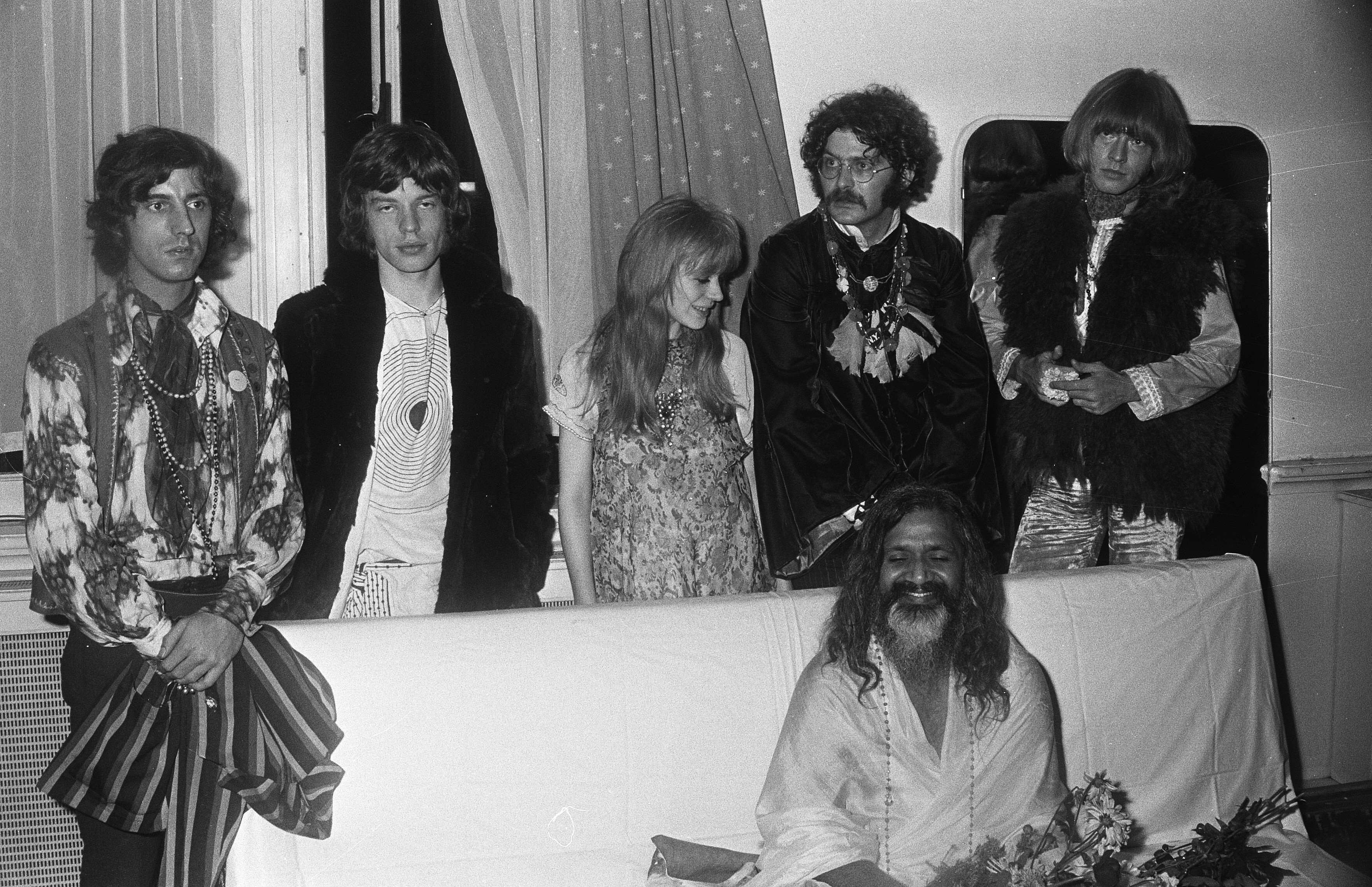
Cooper zusammen mit Mick Jagger, Marianne Faithfull, Shepard Sherbell und Brian Jones beim Maharishi Mahesh Yogi in Amsterdam 1967

1964 lernte Cooper den Londoner Kunsthändler Robert Fraser kennen, durch den er Bekanntschaft mit Persönlichkeiten aus Musik, Kunst und Literatur machte, darunter die Beatles, die Rolling Stones, Marianne Faithfull, Eric Clapton, Cecil Beaton, Andy Warhol, Peter Blake, David Hockney, William S. Burroughs, Jean Genet, Terry Southern und Allen Ginsberg. In den nachfolgenden Jahren arbeitete er am engsten mit den Mitgliedern der Rolling Stones zusammen. Eine tiefe Freundschaft verband ihn mit Keith Richards.
1966 richtete sich Cooper in den Chelsea Manor Studios in der Flood Street in unmittelbarer Nähe der King’s Road im Londoner Stadtteil Chelsea ein Fotostudio ein.
Cooper war einer der Anwesenden in Keith Richards Haus Redlands in Sussex, als am späten Nachmittag des 12. Februar 1967 die Polizei dort eine Drogenrazzia durchführte, die zu Anklagen aufgrund des Dangerous Drugs Act gegen Keith Richards, Mick Jagger und Robert Fraser führte. Der Antiquitätenhändler Christopher Gibbs und Jaggers damalige Freundin Marianne Faithfull waren bei der Razzia ebenfalls anwesend. George Harrison hatte vor Eintreffen der Polizei zusammen mit seiner Freundin Pattie Boyd das Anwesen verlassen.
Am 30. März 1967 fand die Fotosession zum Cover des Sgt. Pepper’s-Album in Coopers Fotostudio in Chelsea statt. Cooper fertigte die Fotografien für Vorder-, Rück- und Innenseite des Klappcovers an. Für die Gestaltung der Plattenhülle und die Bereitstellung der Kulisse war Al Vandenberg verantwortlich. Das Gesamtarrangement mit den Beatles in Fantasie-Uniformen, umgeben von Abbildungen und Wachsfiguren von insgesamt 70 Persönlichkeiten, hatten Robert Fraser, Peter Blake und seine Frau Jann Haworth entworfen. Das Sweatshirt mit der Aufschrift „Welcome the Rolling Stones, Good Guys“, das die Shirley-Temple-Puppe auf der rechten Seite des Fotos trägt, stammte von Coopers jungen Sohn Adam.

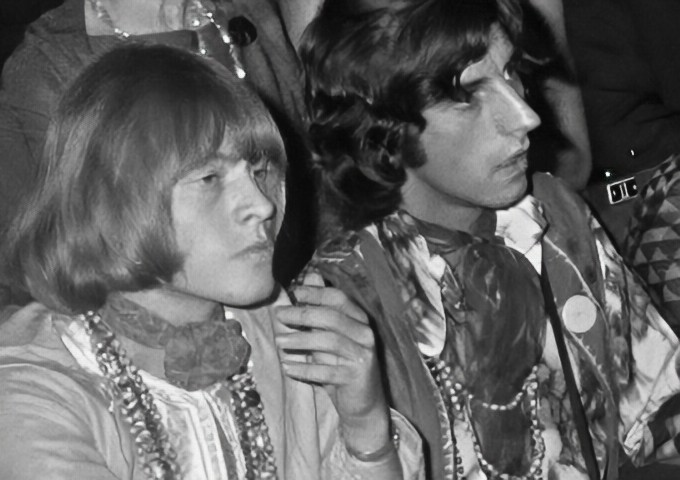
Brian Jones und Michael Cooper 1967 in Amsterdam

Cooper machte 1967 auch die Aufnahmen für das 3D-Cover des Rolling-Stones-Albums Their Satanic Majesties Request. Die große Neuerung war die Verwendung eines Lentikulardrucks zur Erzeugung eines Linsenrasterbilds, das zwei Bilder der Band enthält und dadurch eine Tiefenwirkung hervorruft. Aufgrund der hohen Produktionskosten wurde das 3D-Foto sehr bald verkleinert und mit einem blau-weißen Schmuckrahmen umgeben. Schließlich ersetzte man das 3D-Bild durch ein einfaches Foto. In den 1980er Jahren wurde das Album als limitierte Edition mit dem Lentikular-Cover wiederveröffentlicht. Die Original-Master-Materialien wurden dann zerstört, so dass das Cover nie wieder reproduziert werden kann.
1967 plante Cooper zusammen mit Terry Southern die erste Verfilmung von Anthony Burgess’ Roman Clockwork Orange. Die Rolle des Protagonisten Alex sollte Mick Jagger von den Rolling Stones spielen. Die anderen Bandmitglieder, Keith Richards, Brian Jones, Bill Wyman und Charlie Watts, waren als Darsteller der Droogs-Bande vorgesehen. Das Projekt wurde nie verwirklicht, da die britische Regierung eine Veröffentlichung nicht gestattet hätte. Southern empfahl den Roman später weiter an Stanley Kubrick.
In den frühen 1970er Jahren war Cooper heroinabhängig und litt an Depressionen. 1973 beging er Suizid. In einem Abschiedsbrief schrieb er an seinen Sohn Adam:

“Don’t believe the court when they say that I killed myself when the balance of my mind was disturbed. I just live in a disturbed world, and, as the old poem says, "I hear the sound of a different drum." (…) I come from what your generation will call the 'Half and Halfs'. A generation that made a few changes, but had to experience too many other kinds of changes they had no control over, so some of us were bound to fall by the wayside. I'm one of those.”

„Glaube nicht dem Gericht, wenn sie sagen, dass ich mich getötet habe, als mein seelisches Gleichgewicht gestört war. Ich habe einfach nur in einer gestörten Welt gelebt und, wie das alte Gedicht sagt: "Ich höre den Klang einer anderen Trommel." (…) Ich entstamme dem, was deine Generation die 'Halben und Halben' nennen wird. Eine Generation, die ein paar Dinge geändert hat, aber auch viele andere Arten von Veränderungen erfuhr, über die sie keine Kontrolle hatte, so dass einige von uns auf der Strecke bleiben mussten. Ich bin einer von denen.“

Coopers tragische Selbsttötung bedeutete für manche Zeitgenossen das spirituelle Ende der 1960er Jahre. In Keith Richards Worten war Cooper „ein Hipster der 1950er, der durch die 1960er Jahren geschlittert war und die 1970er nicht vertragen hatte.“ Für den Fotografen David Bailey war Cooper „aus seiner Zeit gefallen.“ Sein Freund Christopher Gibbs bezeichnete ihn als „Poet der Linse.“
Postum wurde eine Reihe von Bildbänden mit Coopers Fotografien veröffentlicht, darunter Blinds & Shutters, The Early Stones und You are Here – The London Sixties. Mehrere Ausstellungen waren seinem Werk gewidmet, darunter Blinds and Shutters in der Atlas Gallery in London 2003 und Courting the Stones bei Proud Chelsea in London 2015.